# Bodenstation Weilheim
Die Satellitenbodenstation Weilheim des Deutschen Zentrums für Luft- und Raumfahrt (DLR) liegt nahe der Stadt Weilheim in Oberbayern. Die Bodenstation wurde ab 1967 unter dem Namen Z-DBS, Zentralstation des Deutschen Bodenstationssystems, gebaut und am 1. März 1968 in Betrieb genommen. Während das Verwaltungsgebäude auf dem Gebiet von Weilheim liegt, befinden sich die Antennen und Technikgebäude der Anlage auf dem Gemeindegebiet Wielenbach im Landkreis Weilheim-Schongau. Die Bodenstation ist Teil der DLR-Organisationseinheit (OE) Kommunikation & Bodenstationen (KOB) des German Space Operations Center (GSOC) in Oberpfaffenhofen. Dieses stellt neben den Bodenstationen auch das Kommunikationsnetz, redundante Datenleitungen nach Oberpfaffenhofen sowie die erforderlichen Datenverarbeitungsanlagen für bemannte und unbemannte Raumfahrtmissionen bereit. Die Bodenstation unterstützt Projekte durch die Lieferung von Telemetrie-, Kommando- und Bahnverfolgungsdaten für stationäre und umlaufende Satelliten und Raumsonden, aber auch für Raketen in LEOP während der Startphase.
Die Datenkommunikation geschieht über redundante Datenleitungen nach Oberpfaffenhofen und über Satellitenverbindungen. Zur Absicherung der Kommunikation verfügt die Station Weilheim über eine unterbrechungsfreie Stromversorgung, die bei Ausfällen des öffentlichen Stromnetzes für kurze Zeit Strom aus Batterien entnimmt, bei längeren Ausfällen aus einem 1250-kW-Dieselgenerator. Die Anlagen werden im Schichtdienst 24 Stunden rund um die Uhr, sieben Tage in der Woche betreut.
Die Bodenstation Weilheim ist primäre Bodenstation der COMSATBw-Satelliten der Bundeswehr.

## 30-Meter-Antenne

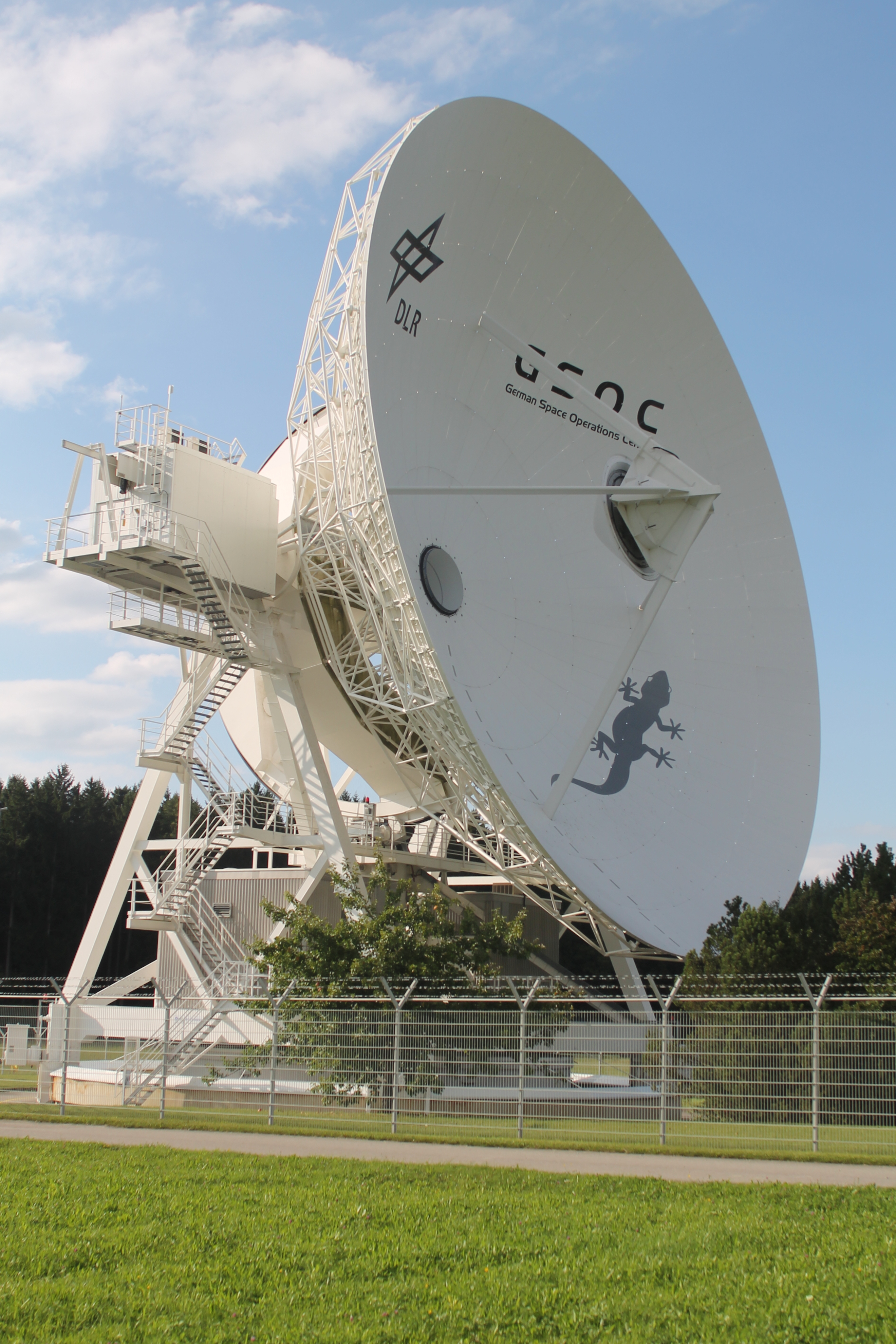
30-Meter-Antenne der Bodenstation Weilheim

Die 30-m-Antenne wurde 1974 als bisher einzige Deep-Space-Station in Deutschland gebaut und zertifiziert. Im hinteren Teil der Antenne ist eine Kabine angebaut. Die Kabine ist in einem gewissen Bereich verschiebbar, die dort untergebrachten Sender und Empfänger lassen sich so in den Fokus bewegen.
Die Antenne diente gemeinsam mit dem Radioteleskop Effelsberg zur Überwachung der beiden Heliossonden, den ersten deutschen Raumsonden. In dieser Zeit war sie in das DSN der NASA integriert. Die Anlage wurde auch für das Voyager-Programm bis zum Erreichen des Jupiter genutzt. Weitere unterstützte Missionen waren Giotto, AMPTE und EQUATOR-S. Für die Ulysses-Mission diente die Station 1993 für mehrere Wochen als Notbehelf. Danach wurde die Anlage für viele Jahre nicht genutzt, wurde aber weiterhin gewartet und instand gehalten. 2004 wurde die Antenne renoviert. 2011 wurde die gesamte Anlage saniert und auf modernen Stand gebracht.
Die Antenne hat eine Masse von 360 t und eine Ausrichtgenauigkeit von 0,001°. Zeitweise hatte die Anlage zwei S-Band-Sender mit je 20 kW Sendeleistung und verfügt nun über Empfänger für L-, S-, C- und X-Band im Frequenzbereich von 1.000–8.440 MHz. Bauartbedingt lassen sich leicht Komponenten im Testbetrieb einsetzen oder austauschen. Sie kann dem ESTRACK zugeschaltet werden und wird dann von ESOC in Darmstadt aus betrieben. Antennenzeit kann aber auch von anderen Weltraumagenturen gebucht werden.
Zu den neueren Missionen gehörte SMART-1, dabei wurde die Zusammenarbeit zwischen GSOC und ESA verbessert durch den Einsatz von neuer Software. Unterstützt wird auch die Hayabusa-2-Mission der japanischen Raumfahrtagentur JAXA. Die Antenne wird weiterhin genutzt, um die Signalqualität der Navigationssysteme GPS, GALILEO und Glonass zu überwachen.
Es gibt Pläne zur kompletten Integration der Antenne in das ESTRACK-Netzwerk. Zu diesem Zweck läuft seit 2019 ein Testbetrieb, dabei wurden Signale von Gaia und Mars Express empfangen. Die Antenne kann dazu mit einem neuen Sender ausgestattet werden. Die Antenne kann aufgrund ihrer Charakteristik gut für Mondmissionen oder Missionen zu den Lagrange-Punkten eingesetzt werden.

## Ka-Band-Antennen

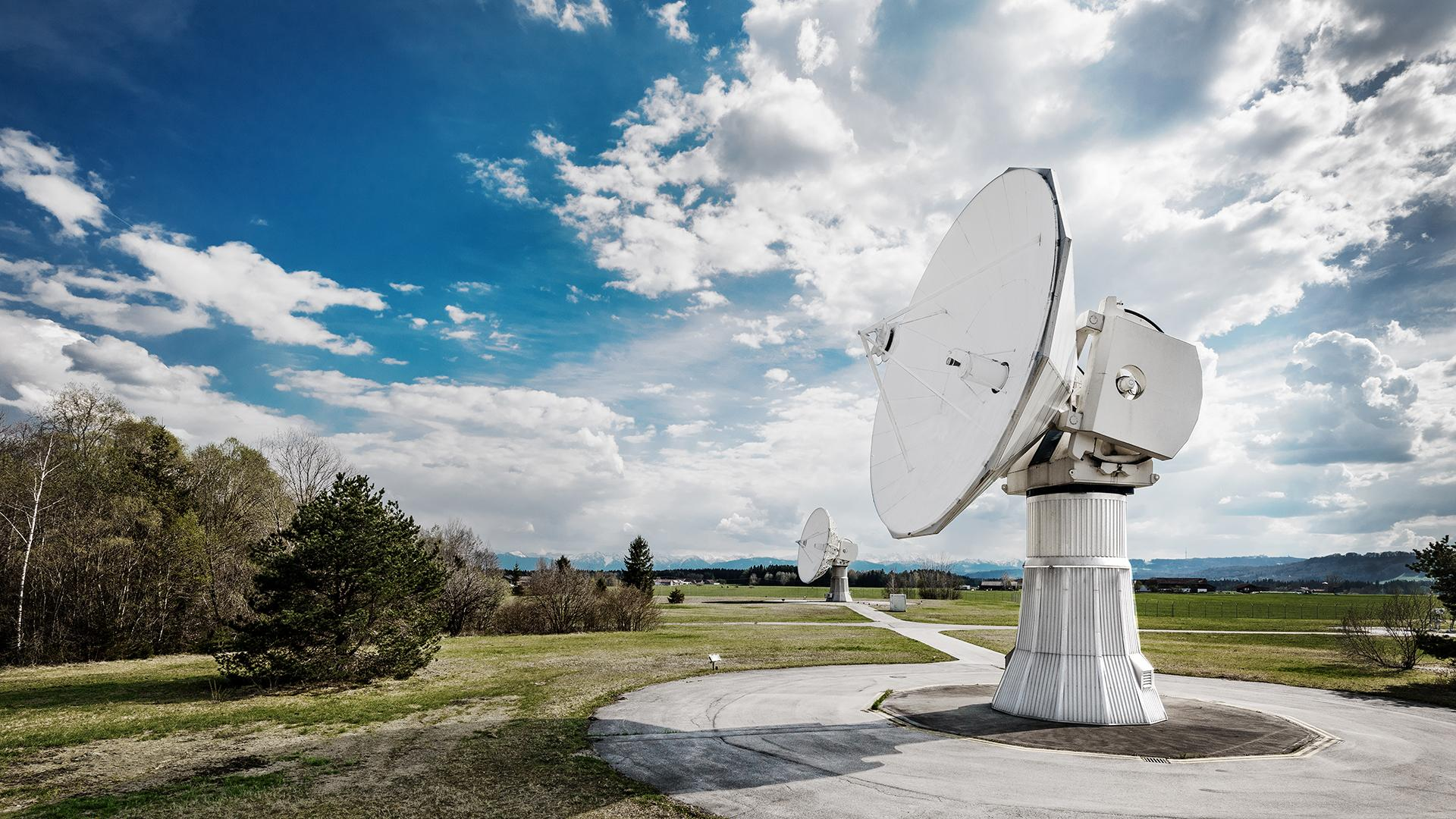
Die beiden 6,8-m-Ka-Band-Antennen

Weilheim verfügt über zwei 6,8-m-Ka-Band-Antennen. Diese Antennen sind für die Verbindung zu EDRS im Bereich von ca. 26 GHz reserviert. Eine davon ist mit Sender und Empfänger, die andere nur mit einem Empfänger ausgestattet. Eine weitere Antenne dieser Bauart befindet sich im belgischen Redu und eine als Reserve in Harwell, England. Alle vier Antennen werden vom GSOC aus betrieben.

## Weitere Antennen
Die Bodenstation Weilheim verfügte Ende 2017 über weitere aktive Anlagen:
- 2× 15-m-S-Band-Antenne, Empfang 2200–2300 MHz, Senden 2025–2110 MHz, eine Antenne hat zusätzlich Empfang für X-Band 8400–8500 MHz[1]
- 13-m-Ka-Band-Antenne, hochwertige Einrichtung mit präzisen Messmethoden zur Unterstützung von Raketenstarts, Empfang und Senden im Bereich von 18–31 GHz[1]
- 11-m-Ku-Band-Antenne. Empfang 10,70–12,75 GHz und Senden 13,75–14,50 GHz[1]
- 9-m-S-Band-Antenne. Empfang 2200–2300 MHz und Senden 2025–2110 MHz. Diese Antenne hat seitlich zwei kleine Antennen montiert und kann als bildgebende Radarstation betrieben werden. Es können damit Aufnahmen von Satelliten mit einer Auflösung von bis zu 3 cm gemacht werden.[1]

## Aufgaben
Ein besonderer Schwerpunkt liegt in der Planung, dem Aufbau und Betrieb eines weltweiten Kommunikationsnetzwerkes zur Übertragung von Daten, Sprache und Videosignalen. Hierzu werden sowohl DLR-eigene Satellitenanlagen als auch weitere, angemietete Leitungen eingesetzt.
Im Rahmen des Aufbaus und Betriebes von Kontrollzentren übernimmt die OE KB die Erstellung von Basissoftware für die Abwicklung von Raumfahrtmissionen sowie für Simulation und Tests. Für externe Auftraggeber werden Checkout- und Steuersysteme entwickelt und betrieben.
Durch die Mitarbeit in internationalen Gremien liefert die Bodenstation Weilheim einen Beitrag zur Standardisierung von Datensystemen (CCSDS) und zur Koordinierung von Frequenzangelegenheiten (SFCG).